# Devi Sridhar
Devi Sridhar est une chercheuse américaine en santé publique née en 1984.
Elle est professeure à l’université d'Edimbourg.
Depuis 2020, elle conseille le gouvernement de l'Écosse sur la gestion de la pandémie de Covid-19.
Elle est membre du comité de pilotage du groupe DELVE (Data Evaluation and Learning for Viral Epidemics) de la Royal Society.

## Publications
- Sridhar, D. (2008), The Battle Against Hunger: Choice, Circumstance and the World Bank, Oxford: Oxford University Press,  (ISBN 978-0199549962)
- Sridhar, D. (2014), Healthy Ideas: Improving Global Health and Development in the 21st Century Edinburgh: Edinburgh University Press
- Clinton, C. and Sridhar, D. (2017), Governing Global Health: Who Runs the World and Why?, Oxford: Oxford University Press